# Maynooth Castle
Maynooth Castle (irisch Caisleán Mhaigh Nuad) ist die Ruine einer Niederungsburg in Maynooth im irischen County Kildare. Sie steht heute am Eingang zum Südcampus der örtlichen Universität. Die Anfang des 13. Jahrhunderts errichtete Burg wurde zur Hauptresidenz der Familien FitzMaurice und FitzGerald aus Kildare. Die Burgruine gilt als National Monument.

## Geschichte

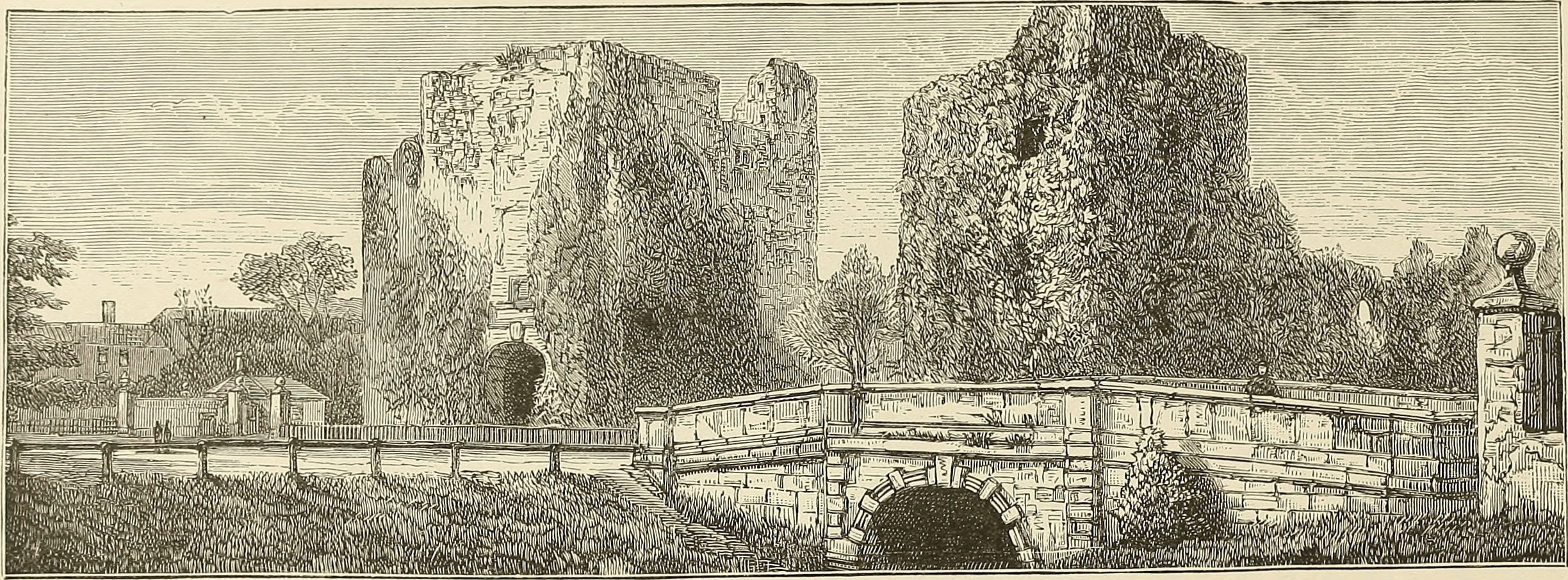
Maynooth Castle 1885

Das Gebiet des heutigen County Kildare verlehnte Richard de Clare, 2. Earl of Pembroke, (Strongbow) 1176 an Maurice FitzGerald, Lord of Lanstephan. Der ursprüngliche Donjon wurde um 1203 errichtet. Die Burg ließ Gerald FitzMaurice, 1. Lord of Offaly, der zweitälteste Sohn von Maurice FitzGerald, Lord of Lanstephan, am Zusammenfluss zweier Bäche Ende des 12. Jahrhunderts bauen. Sie wurde die Heimstatt der Familien FitzMaurice und FitzGerald. Sir John FitzGerald ließ sie im 15. Jahrhundert erweitern. Gerald FitzMaurices Nachkommen wurden Earls of Kildare und Dukes of Leinster sowie Lords Deputy von Irland.
Die Zeit der FitzGeralds auf der Burg endete mit der Rebellion von Thomas FitzGerald, 10. Earl of Kildare (Silken Thomas). Eine englische Streitmacht unter der Führung von William Skeffington beschoss die massive Burg im März 1535, wobei die schweren, modernen Belagerungsgeschütze der englischen Armee den größten Teil des mittelalterlichen Gebäudes in Ruinen verwandelten. Die Burg fiel nach 10-tägiger Belagerung und die Garnison wurde in der Folge samt und sonders vor dem Burgtor hingerichtet. Silken Thomas wurde kurz danach gefangen genommen und zusammen mit seinen fünf Onkeln dem Tower of London überantwortet. Am 3. Februar 1537 wurden sie in Tyburn wegen Hochverrats hingerichtet.
In den Jahren 1630–1635 ließ Richard Boyle, 1. Earl of Cork, Maynooth Castle restaurieren, nachdem seine Tochter George FitzGerald, 16. Earl of Kildare, geheiratet hatte. Allerdings wurde ein Großteil des Gebäudes in den 1640er-Jahren, während des elfjährigen Krieges, wieder zerstört. Nur das Torhaus (an dem man heute noch die vereinigten Wappen der Boyles und der FitzGeralds sehen kann) und der Solar Tower blieben erhalten. Die FitzGeralds verließen Maynooth Castle endgültig und machten zunächst Kilkea Castle und dann Carton House zu ihrem Familiensitz.

### Heute
Im Februar 2000 begann das Office of Public Works erneut mit Restaurierungsarbeiten, um die Burgruine in eine Touristenattraktion zu verwandeln. Die Burgruine ist heute von Juni bis Oktober in der Zeit von 10.00 Uhr bis 17.45 Uhr öffentlich zugänglich.